# U23-europamästerskapen i friidrott 2025
U23-europamästerskapen i friidrott 2025 arrangerades mellan den 17 och 20 juli 2025 på Fana stadion i Bergen i Norge. Det var den 15:e upplagan av U23-europamästerskapen i friidrott.

## Medaljörer

### Herrar

#### Gång- och löpgrenar
| Gren                  | Guld                                                                                          | Guld                | Silver                                                                               | Silver        | Brons                                                                                      | Brons         |
| 100 meter             | Jeff Erius · Frankrike                                                                        | 10,28               | Nsikak Ekpo · Nederländerna                                                          | 10,30         | Abel Jordán · Spanien                                                                      | 10,31         |
| 200 meter             | Blessing Afrifah · Israel                                                                     | 20,64               | Damiano Dentato · Italien                                                            | 20,69         | Jaime Sancho · Spanien                                                                     | 20,76         |
| 400 meter             | Jonas Phijffers · Nederländerna                                                               | 44,82 0MR0, NU23R   | Maksymilian Szwed · Polen                                                            | 45,28         | Brodie Young · Storbritannien                                                              | 45,34         |
| 800 meter             | Niels Laros · Nederländerna                                                                   | 1.44,36             | Justin Davies · Storbritannien                                                       | 1.44,97       | Giovanni Lazzaro · Italien                                                                 | 1.44,98       |
| 1 500 meter           | Stefan Nillessen · Nederländerna                                                              | 3.44,87             | Paul Anselmini · Frankrike                                                           | 3.45,35       | Filip Rak · Polen                                                                          | 3.45,42       |
| 5 000 meter           | Niels Laros · Nederländerna                                                                   | 13.44,74            | Nick Griggs · Irland                                                                 | 13.45,80      | Will Barnicoat · Storbritannien                                                            | 13.46,11      |
| 10 000 meter          | Joel Ibler Lillesø · Danmark                                                                  | 29.05,45 0PB0       | Jonathan Grahn · Sverige                                                             | 29.05,49 0PB0 | Jaime Migallón · Spanien                                                                   | 29.06,85      |
|                       |                                                                                               |                     |                                                                                      |               |                                                                                            |               |
| 110 meter häck        | Enzo Diessl · Österrike                                                                       | 13,46               | Zeno van Neygen · Belgien                                                            | 13,54 0PB0    | Elie Bacari · Belgien                                                                      | 13,56         |
| 400 meter häck        | Owe Fischer-Breiholz · Tyskland                                                               | 48,01 0MR0          | Ismail Nezir · Turkiet                                                               | 48,33 0PB0    | Matic Ian Gucek · Slovenien                                                                | 48,34 0=NR0   |
| 3 000 meter hinder    | Maciej Megier · Polen                                                                         | 8.20,17 0MR0        | Stefan Nillessen · Nederländerna                                                     | 8.20,48 NU23R | Lourenço Rodrigues · Portugal                                                              | 8.21,99 NU23R |
|                       |                                                                                               |                     |                                                                                      |               |                                                                                            |               |
| 4 × 100 meter stafett | Frankrike (FRA) Maxime Rebierre Yoran Kabengele Kabala Mohammed Badru Jeff Erius Dejan Ottou* | 38,43 0MR0, EU23R   | Tyskland (GER) Benedikt Thomas Wallstein Jan Eric Frehe Maurice Grahl Heiko Gussmann | 38,80 0SB0    | Spanien (ESP) Manuel Vilacha Abel Jordán Juan Carlos Castillo Marc Escandell Jaime Sancho* | 38,86 NU23R   |
| 4 × 400 meter stafett | Spanien (ESP) David Garcia Ángel González Markel Fernandez Gerson Pozo Sergio Plata*          | 3.02,02 0MR0, EU23R | Frankrike (FRA) Felix Levasseur Maxime Wassmer Benoît Moudio Priso Allan Lacroix     | 3.02,60 0SB0  | Tyskland (GER) Thorben Finke Max Husemann Lukas Krappe Florian Kroll                       | 3.02,83 NU23R |
|                       |                                                                                               |                     |                                                                                      |               |                                                                                            |               |
| 10 000 meter gång     | Mazlum Demir · Turkiet                                                                        | 39.45,84 0PB0       | Emiliano Brigante · Italien                                                          | 39.49,64      | Frederick Weigel · Tyskland                                                                | 40.00,90 0PB0 |

* Medaljör som endast deltog i försöksheatet.

#### Teknikgrenar
| Gren           | Guld                      | Guld          | Silver                            | Silver       | Brons                            | Brons        |
| Höjdhopp       | Matteo Sioli · Italien    | 2,30 m 0PB0   | Mikolaj Szczesny · Polen          | 2,26 m 0PB0  | Melwin Lycke Holm · Sverige      | 2,24 m 0PB0  |
| Stavhopp       | Simone Bertelli · Italien | 5,70 m 0PB0   | Tristan Despres · Frankrike       | 5,60 m       | Valters Kreišs · Lettland        | 5,60 m       |
| Längdhopp      | Erwan Konaté · Frankrike  | 8,25 m NU23R  | Bozjidar Sarâbojukov · Bulgarien  | 8,21 m 0SB0  | Kasperi Vehmaa · Finland         | 7,97 m 0=PB0 |
| Tresteg        | Pablo Delgado · Spanien   | 16,55 m 0PB0  | Lâtjezar Vâltjev · Bulgarien      | 16,48 m 0PB0 | Federico Lorenzo Bruno · Italien | 16,47 m 0SB0 |
| Kulstötning    | Tizian Lauria · Tyskland  | 20,02 m       | Leo Zikovic · Sverige             | 19,47 m 0PB0 | Yannick Rolvink · Nederländerna  | 19,01 m      |
| Diskuskastning | Steven Richter · Tyskland | 64,67 m       | Mika Sosna · Tyskland             | 63,42 m      | Marius Karges · Tyskland         | 62,20 m      |
| Spjutkastning  | Artur Felfner · Ukraina   | 81,14 m       | Nick Thumm · Tyskland             | 80,74 m      | Eemil Porvari · Finland          | 79,88 m      |
| Släggkastning  | Iosif Kesidis · Cypern    | 74,87 m NU23R | Georgios Papanastasiou · Grekland | 72,98 m      | Ioannis Korakidis · Grekland     | 72,51 m      |

#### Mångkamp
| Gren    | Guld                   | Guld         | Silver                         | Silver  | Brons                        | Brons   |
| Tiokamp | Andrin Huber · Schweiz | 8 188 p 0PB0 | Jeff Tesselaar · Nederländerna | 8 108 p | Antoine Ferranti · Frankrike | 8 032 p |

### Damer

#### Gång- och löpgrenar
| Gren                  | Guld | Guld                | Silver                                                                                 | Silver        | Brons | Brons         |
| 100 meter             | Karolína Maňasová · Tjeckien                                                                                      | 11,30               | Nia Wedderburn-Goodison · Storbritannien                                               | 11,38         | Polyniki Emmanouilidou · Grekland                                                                                             | 11,44         |
| 200 meter             | Success Eduan · Storbritannien                                                                                    | 22,74 0SB0          | Henriette Jæger · Norge                                                                | 22,78 0SB0    | Nora Lindahl · Sverige | 22,92 0SB0    |
| 400 meter             | Henriette Jæger · Norge                                                                                           | 49,74 0MR0          | Yemi Mary John · Storbritannien                                                        | 50,50         | Alexe Deau · Frankrike | 50,94         |
| 800 meter             | Audrey Werro · Schweiz                                                                                            | 1.57,42 0MR0        | Rocio Arroyo · Spanien                                                                 | 1.59,18 NU23R | Abigail Ives · Storbritannien                                                                                                 | 1.59,77       |
| 1 500 meter           | Dilek Koçak · Turkiet                                                                                             | 4.08,79 0PB0        | Adèle Gay · Frankrike                                                                  | 4.08,99       | Eimear Maher · Irland | 4.09,54       |
| 5 000 meter           | Maria Forero · Spanien                                                                                            | 15.43,44            | Vanessa Mikitenko · Tyskland                                                           | 15.51,97      | Anika Thompson · Irland | 15.56,80      |
| 10 000 meter          | Anika Thompson · Irland                                                                                           | 32.31,47 NU23R      | Kira Weis · Tyskland                                                                   | 32.36,54      | Carolina Schäfer · Tyskland                                                                                                   | 33.04,33      |
|                       | |                     |                                                                                        |               | |               |
| 100 meter häck        | Alicja Sielska · Polen                                                                                            | 12,91               | Anna Tóth · Ungern                                                                     | 13,02         | Tereza Corejová · Slovakien                                                                                                   | 13,05         |
| 400 meter häck        | Emily Newnham · Storbritannien                                                                                    | 54,09 0MR0, 0PB0    | Vanessa Baldé · Tyskland                                                               | 55,36         | Vivienne Morgenstern · Tyskland                                                                                               | 55,45         |
| 3 000 meter hinder    | Ilona Mononen · Finland                                                                                           | 9.30,49             | Marta Serrano · Spanien                                                                | 9.30,74       | Adia Budde · Tyskland | 9.32,14       |
|                       | |                     |                                                                                        |               | |               |
| 4 × 100 meter stafett | Storbritannien (GBR) Nia Wedderburn-Goodison Kissiwaa Mensah Alyson Bell Success Eduan Faith Akinbileje* Joy Eze* | 42,92 0MR0, 0SB0    | Schweiz (SUI) Chloé Rabac Emma van Camp Fabienne Hoenke Soraya Becerra Iris Caligiuri* | 43,39 NU23R   | Tyskland (GER) Viola John Holly Okuku Jolina Ernst Chelsea Kadiri                                                             | 43,75         |
| 4 × 400 meter stafett | Storbritannien (GBR) Rebecca Grieve Emily Newnham Poppy Malik Yemi Mary John Holly Mpassy* Abigail Ives*          | 3.26,52 0MR0, EU23R | Spanien (ESP) Natalia Rojas Ana Prieto Berta Segura Rocio Arroyo Elisa Lorenzo*        | 3.28,06 NU23R | Frankrike (FRA) Laure-Anne Faleme Lou-Anne Pouzancre-Hoyer Benedetta Kouakou Alexe Déau Léa Thery-Demarque* Mathilde Descoux* | 3.28,37 NU23R |
|                       | |                     |                                                                                        |               | |               |
| 10 000 meter gång     | Alexandrina Mihai · Italien                                                                                       | 43.49,55 0PB0       | Ana Delahaie · Frankrike                                                               | 44.07,59 0PB0 | Giulia Gabriele · Italien | 44.19,31      |

* Medaljör som endast deltog i försöksheatet.

#### Teknikgrenar
| Gren           | Guld                            | Guld          | Silver                                                  | Silver                  | Brons                           | Brons        |
| Höjdhopp       | Angelina Topić · Serbien        | 1,95 m        | Engla Nilsson · Sverige                                 | 1,93 m                  | Joana Herrmann · Tyskland       | 1,91 m       |
| Stavhopp       | Viktorie Ondrová · Tjeckien     | 4,45 m 0PB0   | Rugilė Miklyčiūtė · LitauenChiara Sistermann · Tyskland | 4,35 m 0NR04,35 m 0=PB0 | Ingen medaljör                  |              |
| Längdhopp      | Ramona Verman · Rumänien        | 6,60 m 0PB0   | Samira Attermeyer · Tyskland                            | 6,58 m 0PB0             | Ida Andrea Breigan · Norge      | 6,58 m       |
| Tresteg        | Alexia Ioana Dospin · Rumänien  | 14,05 m 0PB0  | Clémence Rougier · Frankrike                            | 13,93 m                 | Aleksandrija Mitrović · Serbien | 13,84 m      |
| Kulstötning    | Nina Chioma Ndubuisi · Tyskland | 17,73 m       | Jolina Lange · Tyskland                                 | 17,04 m 0PB0            | Helena Kopp · Tyskland          | 16,90 0PB0   |
| Diskuskastning | Inés López · Spanien            | 58,20 m NU23R | Benedetta Benedetti · Italien                           | 56,98 m 0PB0            | Milina Wepiwé · Tyskland        | 56,82 m      |
| Spjutkastning  | Adriana Vilagoš · Serbien       | 62,41 m       | Petra Sicaková · Tjeckien                               | 58,14 m                 | Mira Lukas · Tyskland           | 57,22 m      |
| Släggkastning  | Aileen Kuhn · Tyskland          | 72,53 m 0PB0  | Nicola Tuthill · Irland                                 | 70,90 m                 | Valentina Savva · Cypern        | 70,22 m 0NR0 |

#### Mångkamp
| Gren    | Guld                    | Guld               | Silver                           | Silver       | Brons                    | Brons   |
| Sjukamp | Saga Vanninen · Finland | 6 563 p 0MR0, 0NR0 | Abigail Pawlett · Storbritannien | 6 320 p 0PB0 | Serina Riedel · Tyskland | 6 183 p |

## Medaljtabell
*   Värdland ( Norge)
| Nr                   | Nation               | Guld | Silver | Brons | Totalt |
| -------------------- | -------------------- | ---- | ------ | ----- | ------ |
| 1                    | Tyskland             | 5    | 9      | 12    | 26     |
| 2                    | Storbritannien       | 4    | 4      | 3     | 11     |
| 3                    | Spanien              | 4    | 3      | 4     | 11     |
| 4                    | Nederländerna        | 4    | 3      | 1     | 8      |
| 5                    | Frankrike            | 3    | 6      | 3     | 12     |
| 6                    | Italien              | 3    | 3      | 3     | 9      |
| 7                    | Polen                | 2    | 2      | 1     | 5      |
| 8                    | Schweiz              | 2    | 1      | 0     | 3      |
| 8                    | Tjeckien             | 2    | 1      | 0     | 3      |
| 8                    | Turkiet              | 2    | 1      | 0     | 3      |
| 11                   | Finland              | 2    | 0      | 2     | 4      |
| 12                   | Serbien              | 2    | 0      | 1     | 3      |
| 13                   | Rumänien             | 2    | 0      | 0     | 2      |
| 14                   | Irland               | 1    | 2      | 2     | 5      |
| 15                   | Norge*               | 1    | 1      | 1     | 3      |
| 16                   | Cypern               | 1    | 0      | 1     | 2      |
| 17                   | Danmark              | 1    | 0      | 0     | 1      |
| 17                   | Israel               | 1    | 0      | 0     | 1      |
| 17                   | Ukraina              | 1    | 0      | 0     | 1      |
| 17                   | Österrike            | 1    | 0      | 0     | 1      |
| 21                   | Sverige              | 0    | 3      | 2     | 5      |
| 22                   | Bulgarien            | 0    | 2      | 0     | 2      |
| 23                   | Grekland             | 0    | 1      | 2     | 3      |
| 24                   | Belgien              | 0    | 1      | 1     | 2      |
| 25                   | Litauen              | 0    | 1      | 0     | 1      |
| 25                   | Ungern               | 0    | 1      | 0     | 1      |
| 27                   | Lettland             | 0    | 0      | 1     | 1      |
| 27                   | Portugal             | 0    | 0      | 1     | 1      |
| 27                   | Slovakien            | 0    | 0      | 1     | 1      |
| 27                   | Slovenien            | 0    | 0      | 1     | 1      |
| Totalt (30 nationer) | Totalt (30 nationer) | 44   | 45     | 43    | 132    |